# Інопланетні імплантати
Чужорідні (іншопланетні) імплантати — уфологічний термін, який описує фізичні об'єкти, що гіпотетично містяться в людських тілах після того, як вони були викрадені представниками позаземної цивілізації.
В деяких джерелах уточнюється, що існує і здатність імплантатів на розумове управління біотелеметрією.
Як і явище НЛО, в цілому, ідеї «чужорідних імплантатів» приділяється дуже мало уваги з боку основного складу науковців через відсутність можливості перевірити докази.